# Momento statico
Il momento statico (detto anche momento di primo ordine o meno propriamente primo momento d'inerzia) è una proprietà geometrica di un oggetto.
Come avviene per il momento d'inerzia, essa può essere definita rispetto ad una massa, o più frequentemente, soprattutto nella scienza delle costruzioni, relativamente ad un'area piana.
Questa proprietà rappresenta la distribuzione della massa, o della forma dell'area, presa in considerazione in relazione ad un certo asse.
Il momento statico è spesso indicato come {\displaystyle S^{*}}, quando è definito rispetto alla massa, o con  {\displaystyle S_{r}}, quando è definito rispetto all'area, dove {\displaystyle r} è l'asse a cui è riferito.

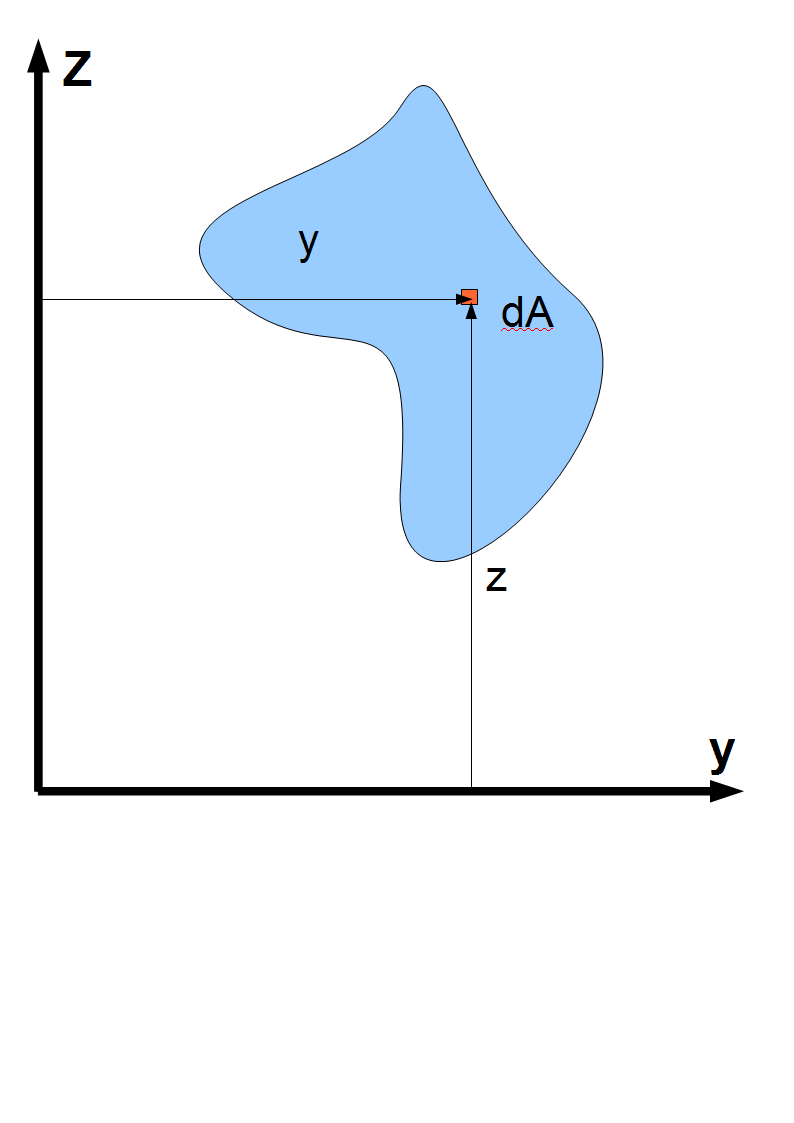
Rappresentazione degli elementi utilizzati per calcolare un momento statico. L'area A, un suo infinitesimo dA, e le sue distanze dagli assi y e z

## Definizione

### Rispetto alla massa
Dato un corpo rigido di densità {\displaystyle \rho } e volume {\displaystyle V}e una retta qualunque {\displaystyle r}, posta ad una distanza {\displaystyle \mathbf {d} _{r}} dal corpo, si ha che il momento statico del corpo rispetto ad {\displaystyle r} è pari a:
{\displaystyle S_{r}^{*}=\int _{V}\rho \,\mathbf {d} _{r}\,dV}

### Rispetto all'area
Data un'area {\displaystyle A} di forma qualunque e una retta qualunque {\displaystyle r}, posta ad una distanza {\displaystyle d_{r}(x,y)} da {\displaystyle A}, si ha che il momento statico di {\displaystyle A} rispetto ad {\displaystyle r} è pari a: 
{\displaystyle S_{r}=\int _{A}d_{r}(x,y)\,dA}

## Relazione con il baricentro
Esiste uno stretto legame tra il momento statico e il baricentro {\displaystyle G}, infatti, conoscendo il momento statico e la massa, o area, del corpo in questione, si possono trovare le coordinate del baricentro e viceversa:
{\displaystyle \mathbf {r} _{G}={\frac {S_{r}^{*}}{m}}} oppure {\displaystyle \mathbf {r} _{G}={\frac {S_{r}}{A}}}, dove {\displaystyle \mathbf {r} _{G}} è il vettore posizione di {\displaystyle G}

## Utilizzo in meccanica

### Sforzo di taglio
È comodo considerare il momento statico, prevalentemente riferito alla superficie, in meccanica, in particolare nelle equazioni riferite allo sforzo di taglio applicato ad una trave tridimensionale. La sezione ove è applicata l'azione tagliante è soggetta ad uno scorrimento trasversale, con la generazione di tensioni tangenziali,
secondo la formula di Jourawski:
{\displaystyle \tau ={\frac {TS(y)}{Jb}}}
- {\displaystyle T} è l'azione tagliante
- {\displaystyle S} momento statico della sezione resistente, ovvero della porzione di sezione compresa tra lo sforzo e la dividente normale ad esso nel punto dove si calcola la tensione.
- {\displaystyle J} momento di inerzia della sezione
- {\displaystyle b} larghezza media della sezione